# The Gone Jackals
The Gone Jackals — американская рок-группа, сформированная в 1989 году.

## История
Родоначальником и лидером группы выступил мультиинструменталист Кит Карлофф (Keith Karloff). Переехав из Нью-Йорка в Сан-Франциско, Кит пригласил для сотрудничества басиста из Лос-Анджелеса Руди Мэйнарда (Rudy D. Maynard), вместе с которым они записали миньон под названием Five Piece Screwdriver Set, вышедший под лейблом Blue/Black Records. Позже к ним присоединились Чарли Хантер и Марк Бердон. В этом составе команда выступала в разных клубах Сан-Франциско под названием Keith Gale’s Parallel Universe.
В 1989 году Хантер и Бердон покинули коллектив, а их места заняли новые участники — гитарист Джад Остин (Judd Austin) и барабанщик Трей Сабателли (Trey Sabatelli), и группа была переименована в The Gone Jackals. В 1990 году коллектив выпустил свой первый альбом — Out and About with the Gone Jackals, главными хитами которого стали песни «I’m Workin’ On You» и «Legacy». Музыкальный стиль группы базировался на хард-роке и блюз-роке.
В 1995 году вышел второй альбом группы — Bone to Pick, выполненный в стиле хеви-метал. В сотрудничестве с Питером МакКоннеллом из компании LucasArts музыканты переработали часть композиций с этого альбома для использования в приключенческой компьютерной игре «Full Throttle», которое впоследствии привело к значительному росту продаж альбома.
В 1998 году вышел третий альбом под называнием Blue Pyramid. Некоторые песни с альбома транслировались по радио на различных национальных станциях, в то время как группа продвигала альбом в новом туре, который привёл их из Техаса в Южную Каролину, а также по всей Калифорнии.
В позднем творчестве группы встречаются эксперименты с психоделическим роком. Последней крупной работой команды стал альбом Blue Pyramid (1998). В 1999 году группа подписала контракт с международной звукозаписывающей компанией Raspberry Records и выпустила сингл Faith Healer. В том же 1999 году группа распалась.

## Участники группы
- Кит Карлофф — вокал, гитара
- Джад Остин — гитара
- Р. Д. Мэйнард — бас-гитара
- Трей Сабателли — ударные

## Дискография
Студийные альбомы
- Out and About with the Gone Jackals (1990, переиздание в 1996 году)
- Bone to Pick (1995)
- Blue Pyramid (1998)
- Faith Healer (1999, переиздание в 2007 году)